# 揮発油等の品質の確保等に関する法律
揮発油等の品質の確保等に関する法律（きはつゆとうのひんしつのかくほとうにかんするほうりつ、昭和51年法律第88号）は、国民生活との関連性が高い石油製品である揮発油、軽油および灯油について適正な品質のものを安定的に供給するため、その販売等について必要な措置を講じ、もって消費者の利益の保護に資するとともに、重油について海洋汚染等の防止に関する国際約束の適確な実施を確保するために必要な措置を講ずることに関する日本の法律である。

## 構成
- 第1章 総則（第1条・第2条）
- 第2章 揮発油販売業者の登録（第3条―第12条）
- 第3章 品質の確保 
  - 第1節 揮発油の品質の確保（第13条―第17条の6）
  - 第2節 軽油の品質の確保（第17条の7・第17条の8）
  - 第3節 灯油の品質の確保（第17条の9・第17条の10）
  - 第4節 重油の品質の確保（第17条の11・第17条の12）
- 第3章の2 登録分析機関（第17条の13―第17条の24）
- 第4章 雑則（第18条―第23条）
- 第5章 罰則（第24条―第29条）
- 附則